# Biên thành Thượng Germania-Rhaetia
Biên thành Thượng Germania-Rhaetia (tiếng Đức: Obergermanisch-Raetischer Limes) là một phân đoạn dài 550 kilômét của biên thành La Mã cũ nằm giữa sông Rhein và Danube, thuộc lãnh thổ Đức ngày nay. Nó kéo dài từ Rheinbrohl đến Eining bên bờ sông Danube. Germania-Rhaetia là địa điểm khảo cổ nổi tiếng, và từ năm 2005 nó đã được UNESCO công nhận là Di sản thế giới. Cùng với Biên thành Hạ Germania, nó tạo thành một phần của Biên thành Germanicus.
Biên thành là những ranh giới tự nhiên như sông hoặc thường là bờ đất và mương nước với hàng rào bằng cọc gỗ và các tháp canh cách nhau. Một hệ thống pháo đài và trại La Mã được xây dựng phía sau để bảo vệ chúng.

## Mô tả
Cả hai phần của biên thành được đặt theo tên của hai tỉnh La Mã Rhaetia và Thượng Germania liền kề. Hầu hết biên thành Thượng Germania-Rhaetia không lấy ranh giới là những con sông hay dãy núi. Nó bao gồm biên thành La Mã trong đất liền dài nhất châu Âu, chỉ bị gián đoạn bởi một đoạn sông Main nằm giữa Großkrotzenburg và Miltenberg. Ngược lại, ở những khu vực khác của châu Âu, biên thành chủ yếu được xác định bởi sông Rhein (Biên thành Hạ Germania) và sông Danube (Biên thành Danube).
Tuyến biên thành dài 550 kilômét đã được khảo sát, chia thành nhiều phần và mô tả. Sự phân chia này tuân theo ranh giới hành chính ở Đức thế kỷ 19 chứ không phải của La Mã cổ đại:
- Phân đoạn 1: Rheinbrohl – Bad Ems
- Phân đoạn 2: Bad Ems – Adolfseck gần Bad Schwalbach
- Phân đoạn 3: Adolfseck gần Bad Schwalbach – Taunus – Köpperner Tal
- Phân đoạn 4: Köpperner Tal – Wetterau – Marköbel
- Phân đoạn 5: Marköbel – Großkrotzenburg am Main
  - Phân đoạn 6a: Hainstadt – Wörth am Main (Tuyến Main cũ)
  - Phân đoạn 6b: Trennfurt – Miltenberg
- Phân đoạn 7: Miltenberg – Walldürn – Buchen-Hettingen (Rehberg)
- Phân đoạn 8: Buchen-Hettingen (Rehberg) – Osterburken – Jagsthausen (tuyến Odenwald gần đây hơn)
- Phân đoạn 9: Jagsthausen – Öhringen – Mainhardt – Welzheim – Alfdorf-Pfahlbronn (Haghof)
- Phân đoạn 10: Wörth am Main – Bad Wimpfen (Tuyến Odenwald cũ/ Biên thành Neckar-Odenwald)
- Phân đoạn 11: Bad Wimpfen – Köngen (Tuyến Neckar)
- Phân đoạn 12: Alfdorf-Pfahlbronn (Haghof) – Lorch – Rotenbachtal gần Schwäbisch Gmünd (kết thúc của biên thành Thượng Germania, bắt đầu của biên thành Rhaetia) – Aalen – Stödtlen
- Phân đoạn 13: Mönchsroth – Weiltingen-Ruffenhofen - Gunzenhausen
- Phân đoạn 14: Gunzenhausen – Weißenburg – Kipfenberg
- Phân đoạn 15: Kipfenberg – Eining

## Bản đồ
- Der Limes. Rheinbrohl – Holzhausen an der Heide. Topographische Freizeitkarte 1:25000 mit Limes-Wanderweg, Limes-Radweg, Deutsche Limesstraße. Publ.: Rhineland-Palatinate State Office of Survey and Geobasis Information in cooperation with the Rhineland-Palatinate State Office for Monument Conservation, Archaeological monument conservation, Koblenz Office. – Koblenz: State Office of Survey and Geobasis Information in cooperation with the Rhineland-Palatinate State Office for Monument Conservation, Koblenz Office 2006, ISBN 3-89637-378-1.
- Offizielle Karte UNESCO-Weltkulturerbe obergermanisch-raetischer Limes in Rheinland-Pfalz von Rheinbrohl bis zur Saalburg (Hessen). Jointly published by the Deutsche Limeskommission, Generaldirektion Kulturelles Erbe – Direktion Archäologie, verein Deutsche Limes-Straße, Landesamt für Vermessung und Geobasisinformation Rheinland-Pfalz. – Koblenz: Landesamt für Vermessung und Geobasisinformation Rheinland-Pfalz 2007, ISBN 978-3-89637-384-7.